# Spoorlijn Ryomgård - Grenaa Vest
De spoorlijn Ryomgård - Grenaa Vest was een lokale spoorlijn tussen Ryomgård en Grenaa van het schiereiland Jutland in Denemarken.

## Geschiedenis
De spoorlijn tussen Ryomgård en Gjerrild werd op 4 december 1911 in gebruik genomen door de Ryomgård-Gjerrild Jernbane (RGJ). Op 26 juni 1917 volgde het gedeelte tussen Gjerrild en Grenaa waarne de RGJ de nam veranderde in Ryomgård-Gjerrild-Grenå Jernbane (RGGJ). Door de toename van het wegverkeer na de Tweede Wereldoorlog was de lijn niet meer rendabel te exploiteren en werd gesloten in 1956.

## Huidige toestand
Thans is de volledige lijn opgebroken.